# 이응상
이응상(李凝祥)은 조선 후기의 문신이다. 본관은 여강(驪江)이다.

## 생애
회재 이언적(李彦迪)의 넷째 손자인 수졸당 이의잠(李宜潛)의 8세손이다. 순조(純祖) 정유년에 문과에 급제하고, 벼슬은 옥당의 교리(校理)를 거쳐 병조참의(兵曹參議)에 이르렀다. 어려서부터 중후하고 간묵(簡默)하며 책 읽기를 좋아하였다. 과거에 급제했으니 풍치(風致)가 스산하여 가난한 선비와 같았고, 도덕과 인망이 모두 높았다. 글씨, 역사, 거문고, 바둑 등을 즐거움으로 삼고, 후학을 양성하는데 힘썼다. 그리고 돈목(敦睦)과 효우(孝友)로써 가정의 법통을 삼으니, 경향 각지의 인사들이 모두 그를 높이 받들었다.

## 가족
- 증조(曾祖) : 이원중(李元中)

## 참고 문헌
- 여주이씨족보(驪州李氏族譜), 국조문과방목(國朝文科榜目), 동경잡기(東京雜記).